# Torico de la Corda de Xiva
El Torico de la Corda de Xiva (Foia de Bunyol) és una festa popular taurina que se celebra en el marc del conjunt de festes organitzades per la Penya Taurina de Xiva juntament amb l'Ajuntament de la localitat. Va ser declarat Festa d'Interès Turístic de la Comunitat Valenciana en 2019.

## Origen i evolució
Si bé hi ha fonts que daten l'origen d'aquest festeig a l'Edat mitjana, després de la conquesta del País Valencià per Jaume I, el document més antic on es fa referència al Torico de la Corda es remunta a 1648, i pertany a l'arxiu municipal de la localitat.

Posteriorment, en 1765, la Memòria de construcció de l'església parroquial de Sant Joan Baptista fa també referència a aquests festejos populars. Concretament diu el següent:
«Les festes del Torico estaven damunt. Aquell any, com qualsevol altre, es van celebrar amb gran joia i brillantor, pels mossos del poble, els típics festejos. El Torico va córrer per carrers i places amb la natural alegria de joves i vells. Els clavaris, en concloure els festejos, van donar a la junta d'obres 74 lliures, més el producte d'un bou cedit pels mossos per a despeses de les obres, en total, 83 lliures, 9 sous, 5 diners»
Aquesta contribució a les obres de l'església parroquial, que es realitzava mitjançant la venda de l'únic bou que s'utilitzava per a les sis carreres de les festes, es va anar repetint durant els següents 10 anys. Aquesta festa, que va passar de generació en generació, va mantenir la seua essència fins a arribar a l'actualitat. No obstant això, en aquest llarg procés també va haver-hi períodes en els quals va estar prohibida; per exemple, en 1790, quan una ordre real va prohibir córrer pels carrers jònecs i bous, que anomenen de corda, així pel dia com de nit, o en 1882, quan l'alcalde de la localitat es va negar a autoritzar-la i es va produir un motí que va fer necessària l'actuació de la Guàrdia Civil.
El 2018, l'Ajuntament de Xiva va inaugurar un centre d'interpretació del Torico de Corda i la ruta turística i cultural. Aquests projectes, impulsats amb la col·laboració de la penya taurina local, pretenen donar a conèixer la història i evolució d'aquesta tradició.

## Descripció del festeig
Aquest festeig se celebra durant quatre dies a l'any a les 7.30 del matí i a les 6:30h de la vesprada amb un itinerari obert. D'aquests dies, el 17, 18 i 19 d'agost són considerats els tradicionals, i la carrera del 25 del mateix mes és una d'especial que tanca les festes.
Pel que fa als aspectes tècnics del festeig, s'utilitza una sola corda que va per davant rematada amb la badana. La corda es talla segons va avançant la carrera. El motiu és adequar el pes i la llargària de la corda a la quantitat de corredors i a l'estat físic del bou.
Els mossos, que porten el bou per tot el poble, van parant a les cases per a brindar la carrera a les seues mares o a les seues dones, lligant la corda al forrellat de la porta. Després d'un petit descans de l'animal, es llança la corda a l'aire perquè la recullen els que esperen al carrer i segueixi la carrera.
En acabar la carrera, els corredors i espectadors es concentren a la plaça acompanyats de la dolçaina per a ballar i fer les torres humanes.

## Penya Taurina El Torico de Xiva
La penya taurina El Torico de Xiva es va fundar en 1965 amb Vicente Herráez de president; des de llavors s'ha dedicat a divulgar i organitzar els actes taurins propis del municipi. La penya va substituïr als clavaris pel que fa a l'organització de la festa del Torico de Corda, que anteriorment s'en encarregaven.

## Reconeixements
- El 10 de juny de 2019 la Presidència de la Generalitat Valenciana va emetre una resolució per la qual es va atorgar la declaració de Festa d'Interès Turístic autonòmic a la Festa del Torico de la Corda de Xiva.[9]